# 보이즈 앤 후드
《보이즈 앤 후드》(영어: Boyz n the Hood)는 미국에서 제작된 존 싱글턴 감독의 1991년 성장 범죄 드라마 영화이다. 큐바 구딩 주니어, 아이스 큐브, 모리스 체스트넛, 로런스 피시번, 니아 롱, 리지나 킹, 앤절라 배싯 등이 출연하였고, 스티브 니컬라이더스 등이 제작에 참여하였다. 이 영화는 아이스 큐브의 영화 데뷔작이다.
2002년 이 영화는 미국 의회도서관에 의해 문화적으로, 역사적으로, 미적으로 중요성을 인정받아 미국 국립영화등기부에 선정, 보존되었다.

## 줄거리
1984년. 캘리포니아주 잉글우드에 살던 10살 제이슨 "트레이" 스타일스 3세는 강한 훈육의 필요성을 느낀 엄마 리바에 의해 크렌쇼로 보내져 그곳에 사는 엄격한 아버지 제이슨 "퓨리어스" 스타일스 주니어와 함께 살게 된다. 크렌쇼에서 트레이는 어릴 적 친구인 대린 "도보이", 도보이의 이복 형제 리키, 다른 친구 크리스와 재회한다.
7년 뒤 철이 든 트레이는 대학 진학을 준비하고 있고 어린 아들이 생긴 리키는 크렌쇼 고등학교 스타 러닝백이 되어 대학 장학금을 노리고 있지만, 크립스에 들어간 도보이는 감옥을 다녀온 상태이고 크리스는 총상으로 하반신마비가 되었다.
블러즈 단원 페리스가 길에서 리키를 도발하자 도보이는 콜트 더블 이글을 꺼내는 것으로 응수한다. 이에 페리스가 공중에 MAC-10을 쏴버리자 모두가 놀라 도망친다. 다음 날 리키를 발견한 블러즈는 단총신 산탄총을 쏘고, 리키는 사망한다.
트레이는 복수에 동참하려다가 정신을 차리고 집에 돌아온다. 도보이 무리는 식당에서 블러즈를 발견하고 페리스를 비롯한 삼인방을 총으로 쏴죽인다. 도보이는 보복을 당할 것을 예감하고 운명을 받아들인다.
영화는 자막을 통해 2주 뒤 도보이가 살해됐으며 트레이는 대학에 진학했다고 후일담을 전한다.

## 출연
- 큐바 구딩 주니어 - 제이슨 "트레이" 스타일스 3세 (17세) 역
- 아이스 큐브 - 대린 "도보이" 베이커 (18세) 역
- 래리 피시번 - 제이슨 "퓨리어스" 스타일스 주니어 역
- 니아 롱 - 브랜디 (17세) 역
- 모리스 체스트넛 - 리키 베이커 (17세) 역
- 타이라 페럴 - 브렌다 베이커 역
- 앤절라 배싯 - 리바 데버루 역
- 리지나 킹 - 셜리카 역
- 메타 킹 - 브랜디의 어머니 역
- 휘트먼 메이오 - 노인 역
- 로이드 에이버리 2세 - "얼간이" 2 역
- 존 싱글턴 - 우편집배원 역
- 제시 로런스 퍼거슨 - 코피 경관 역

## 기타 제작진
- 배역: 재키 브라운
- 미술: 브루스 벨러미
- 의상: 대릴 존슨